# Deconstructed
Deconstructed — второй мини-альбом американской певицы Кеши. Он является приложением к фан-версии альбома Warrior. На альбоме представлены акустические версии двух синглов «Blow» и «Die Young», песен «Supernatural» и «The Harold Song», а также кавер версия на композицию Долли Партон «Old Flames Can’t Hold a Candle to You».

## История и развитие
Deconstructed состоит из акустических версий песен написанных Кешей, за исключением песни «Old Flames Can’t Hold a Candle to You», которую написала Долли Партон в соавторстве с мамой Кеши, Пиб Себерт.
Хотя версии песен на альбоме рассматриваются как акустические, версия «Die Young» является расслабляющей психоделической композицией. Кеша включила в альбом «The Harold Song», которая заключает в себе её умеренный вокал и «пилообразный» звук синтезаторов. Певица исполнила акустическую версию без автотьюна, чтобы продемонстрировать рост своего вокала. Также в Deconstructed включена акустическая версия техно-хита «Blow» из мини-альбома Cannibal, и акустическая версия песни «Supernatural». Изначально в интернет просочился отрывок композиции. Лирика песни рассказывает о сексуальном опыте Кеши с призраком.
Предварительный релиз альбома прошёл 30 ноября 2012 в некоторых странах. Официальный релиз состоялся 4 ноября 2012 года.
Акустическая версия «Die Young» была выпущена на видеохостинге YouTube, на официальном канале Кеши. Кавер версия на песню «Old Flames Can’t Hold a Candle to You» была выпущена в приложении Scavenger Hunt на официальном сайте Кеши.

## Список композиций
| №                   | Название                                           | Автор(ы)                                                                            | Продюсер(ы)               | Длительность |
| ------------------- | -------------------------------------------------- | ----------------------------------------------------------------------------------- | ------------------------- | ------------ |
| 1.                  | «Old Flames Can't Hold a Candle to You» (acoustic) | Pebe Sebert, Hugh Moffatt                                                           | Greg Kurstin, Sean Cimino | 3:40         |
| 2.                  | «Blow» (acoustic)                                  | Kesha Sebert, Klas Åhlund, Lukasz Gottwald, Allan Grigg, Benjamin Levin, Max Martin | Kurstin                   | 3:12         |
| 3.                  | «The Harold Song» (acoustic)                       | K. Sebert, Joshua Coleman                                                           | Kurstin, Cimino           | 4:55         |
| 4.                  | «Die Young» (acoustic)                             | K. Sebert, Gottwald, Levin, Henry Walter, Nate Ruess                                | Kurstin                   | 3:22         |
| 5.                  | «Supernatural» (acoustic)                          | K. Sebert, Gottwald, Walter, Levin, Martin, Nik Kershaw                             | Kurstin, Cimino           | 4:27         |
| Общая длительность: | Общая длительность:                                | Общая длительность:                                                                 | Общая длительность:       | 18:56        |

## История релиза
| Страна         | Дата             | Формат                   | Лейбл                         | Версия                    |
| -------------- | ---------------- | ------------------------ | ----------------------------- | ------------------------- |
| США            | 4 декабря, 2012  | CD                       | Kemosabe Records, RCA Records | Warrior (Fan Pack)        |
| Япония         | 30 января, 2013  | CD, Цифровая дистрибуция | SMJ                           | Warrior (Limited edition) |
| Франция        | 1 февраля, 2013  | Цифровая дистрибуция     | Kemosabe Records, RCA Records | EP                        |
| Италия         | 1 февраля, 2013  | Цифровая дистрибуция     | Kemosabe Records, RCA Records | EP                        |
| США            | 5 февраля, 2013  | Цифровая дистрибуция     | Kemosabe Records, RCA Records | EP                        |
| Испания        | 5 февраля, 2013  | Цифровая дистрибуция     | Kemosabe Records, RCA Records | EP                        |
| Германия       | 8 февраля, 2013  | Цифровая дистрибуция     | Kemosabe Records, RCA Records | EP                        |
| Великобритания | 10 февраля, 2013 | Цифровая дистрибуция     | Kemosabe Records, RCA Records | EP                        |